# Divisão Metropolitana
A Divisão Metropolitana da NHL (em inglês:  Metropolitan Division; em francês:  Section Métropolitaine) é uma das duas divisões da Conferência Leste da NHL, foi criada em 2013, devido à nova organização de divisões proposta na liga. Atualmente é a única divisão da NHL a contar apenas com equipes dos EUA.

## Composição atual
- Carolina Hurricanes
- Columbus Blue Jackets
- New Jersey Devils
- New York Islanders
- New York Rangers
- Philadelphia Flyers
- Pittsburgh Penguins
- Washington Capitals

## Composições anteriores

### Mudanças em relação à temporada 2012-2013
- A Divisão Metropolitana é formada a partir do reposicionamento proposto pela NHL.
- New Jersey Devils, New York Islanders, New York Rangers, Philadelphia Flyers e Pittsburgh Penguins são transferidos da Divisão do Atlântico.
- Carolina Hurricanes e Washington Capitals são transferidos da Divisão Sudeste.
- O Columbus Blue Jackets é transferido da Divisão Central.

#### 2013-2020
- Carolina Hurricanes
- Columbus Blue Jackets
- New Jersey Devils
- New York Islanders
- New York Rangers
- Philadelphia Flyers
- Pittsburgh Penguins
- Washington Capitals

### Mudanças em relação à temporada 2019-2020
- A divisão não foi utilizada na temporada 2020-2021, e, devido às restrições da pandemia de COVID-19, a NHL foi reorganizada em quatro divisões sem conferências.
- Carolina Hurricanes e Columbus Blue Jackets foram transferidos para a Divisão Central.
- New Jersey Devils, New York Islanders, New York Rangers, Philadelphia Flyers Pittsburgh Penguins e Washington Capitals foram transferidos para a Divisão Leste.[2]

### Mudanças em relação à temporada 2020-2021
- A liga voltou ao antigo agrupamento de divisões e conferências.
- Carolina Hurricanes e Columbus Blue Jackets foram transferidos da Divisão Central.
- New Jersey Devils, New York Islanders, New York Rangers, Philadelphia Flyers Pittsburgh Penguins e Washington Capitals foram transferidos da Divisão Leste.[3]

#### A partir de 2021
- Carolina Hurricanes
- Columbus Blue Jackets
- New Jersey Devils
- New York Islanders
- New York Rangers
- Philadelphia Flyers
- Pittsburgh Penguins
- Washington Capitals

## Campeões da divisão
- 2014 - Pittsburgh Penguins
- 2015 - New York Rangers
- 2016 - Washington Capitals
- 2017 - Washington Capitals
- 2018 - Washington Capitals
- 2019 - Washington Capitals[4]
- 2020 - Washington Capitals
- 2021 - Divisão inexistente devido ao realinhamento causado pelo COVID-19.
- 2022 - Carolina Hurricanes
- 2023 - Carolina Hurricanes
- 2024 - New York Rangers

## Campeões da Copa Stanley
- 2016 - Pittsburgh Penguins[5]
- 2017 - Pittsburgh Penguins[6]
- 2018 - Washington Capitals[7]

## Fonte
- NHL introduces new division names with schedule